# Bull Shoals
Bull Shoals – miasto w Stanach Zjednoczonych, w stanie Arkansas, w hrabstwie Marion.